# Йордан Маринов
Йордан Маринов (роден на 23 юни 1968 г.) е бивш български футболист, полузащитник. По време на кариерата си играе в редица отбори в А група. Първият футболист, носил екипите и на четирите големи столични клубове – ЦСКА, Славия, Локомотив и Левски. Наричан още „Големия Шлем“. Брат е на Евгени Маринов, също бивш футболист. Баща на футболиста Лилиян Маринов.

## Кариера
Родом от Свищов, Маринов е юноша на местния Академик. По време на кариерата си става Шампион на България през 1992 с ЦСКА (София) и печели два пъти Купата на България – през 1995 с Локомотив (София) и през 1998 с Левски. Вицешампион с Локомотив(София) през 1995 и Левски(София) през 1998 и 1999 г. Бронзов медалист с Локомотив(София) през 1996 г. Изиграва над 250 мача в А група.

## Успехи
ЦСКА (София)
- Шампион на България –  Носител: 1991/92

Локомотив (София)
- Купа на България –  Носител: 1994/95

Левски (София)
- Купа на България –  Носител: 1997/98